# Templarordens hus

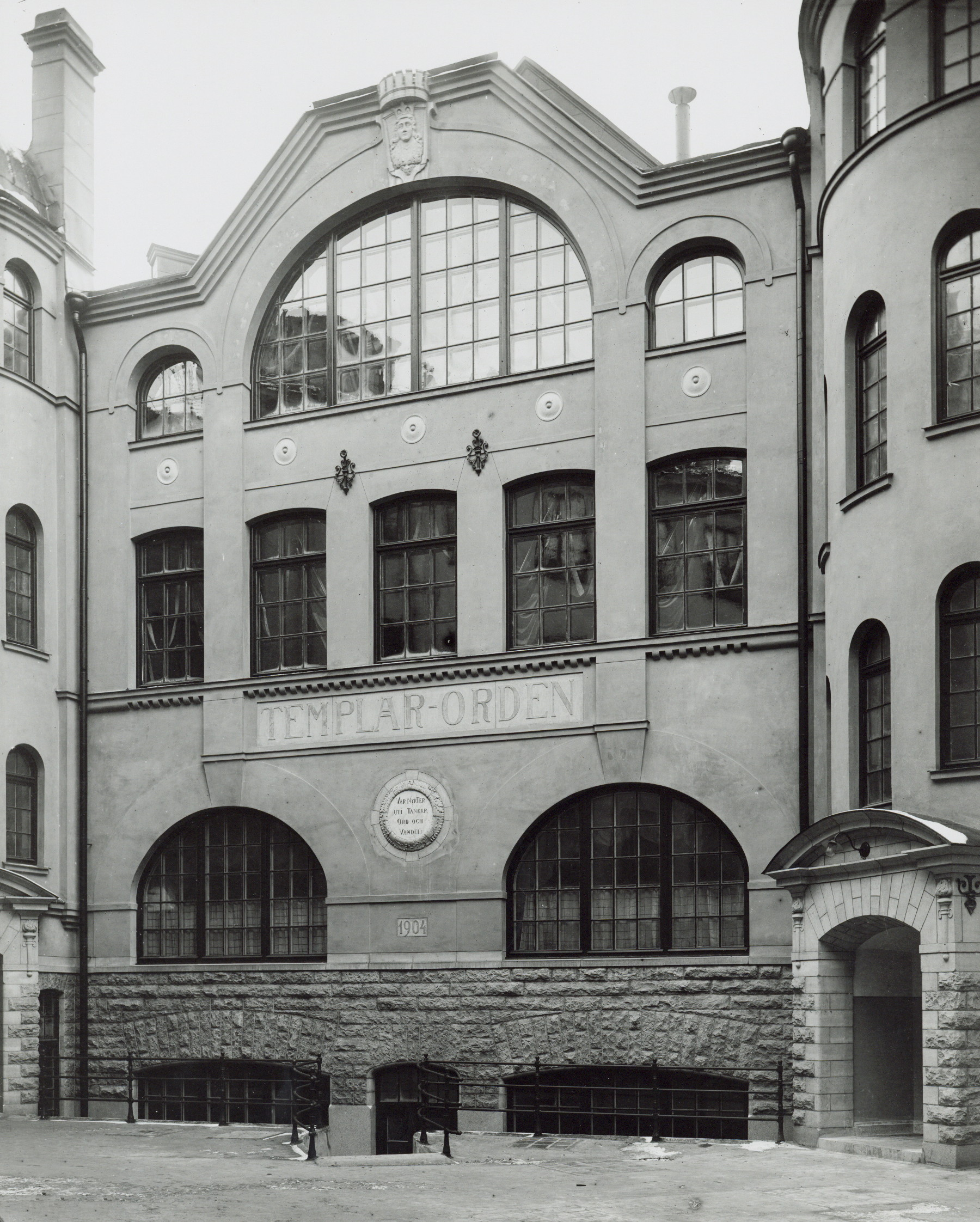
Gårdsfasaden 1904.

Templarordens hus låg i kvarteret Blåmannen vid Bryggargatan 5 på Norrmalm i centrala Stockholm. Byggnaden invigdes i december 1904 för Templarorden och var i dess ägo fram till 1923. I huset låg bland annat Central-Biografen, Hotell Hellman och Casinoteatern. Bebyggelsen revs 1968.

## Historik

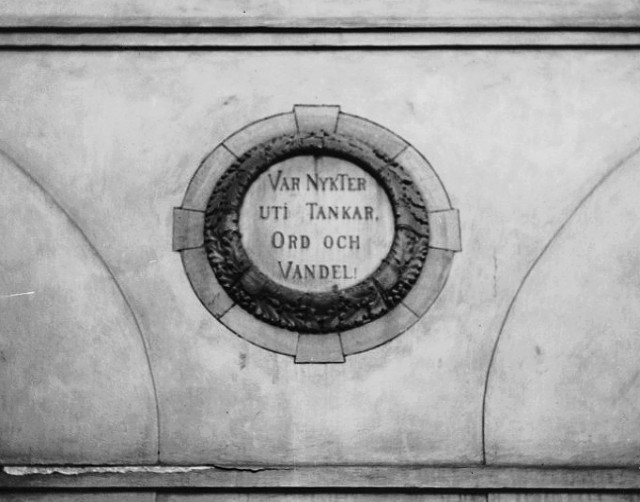
Tänkespråket på fasaden.

År 1902 förvärvade Stockholms distrikttempel fastigheten Blåmannan 10 vid dåvarande Bryggaregatan 5. Huset hade varit i familjen Öfverbergs ägo sedan 1779 då det byggdes av murmästaren Eric Roos. På 1800-talet höjdes det med två våningar till totalt fyra våningar. 1902 innehades fastigheten av slottskakelugnsmästaren och ordensbrodern C.J. Tillman som tog initiativet till köpet. Man började med att låta ombygga gathuset för sin verksamhet och inrättade bland annat Hotell Hellman med 50 hotellrum som drevs av John F. Hellman. Man bestämde även att ett nytt ordenshus skulle uppföras på bakgårdens sydvästra hörn.
Templarordens nya hus ritades av arkitekt Erik Ulrich och stod färdigt 1904. Han gestaltade byggnaden i jugend med två trapptorn och sockeln samt portaler i sandsten med brinnande facklor som dekorativa motiv. Putsfasaden i ljusbrun kulör smyckades av en medaljong med tänkespråket Var Nykter uti Tankar Ord och Vandel, däröver ett putsfält med texten Templar-Orden och högst upp S:t Eriks vapen. 
Förutom ett bostadsrum för vaktmästaren upptogs hela huset av flera matsalar och samlingssalar i olika storlek och ett bibliotek med Stockholms största nykterhetslitteratur. Templarordens festsal låg på andra våningen och markerade sig utåt genom ett högt välvt fönster. Salen hade läktare på tre sidor och plats för totalt 421 personer vilket var störst i dåtidens Stockholm. Bänkarna var hållna i grönt, väggarna och taket i vitt, grönt och grågrönt. Läktarbarriären smyckades med Sveriges landskapsvapen och över scenen fanns riksvapnet. Invigningen skedde den 27 december 1904. Pressen lovordade byggnaden som ”ovanlig ståtlig”.

### Ritningar

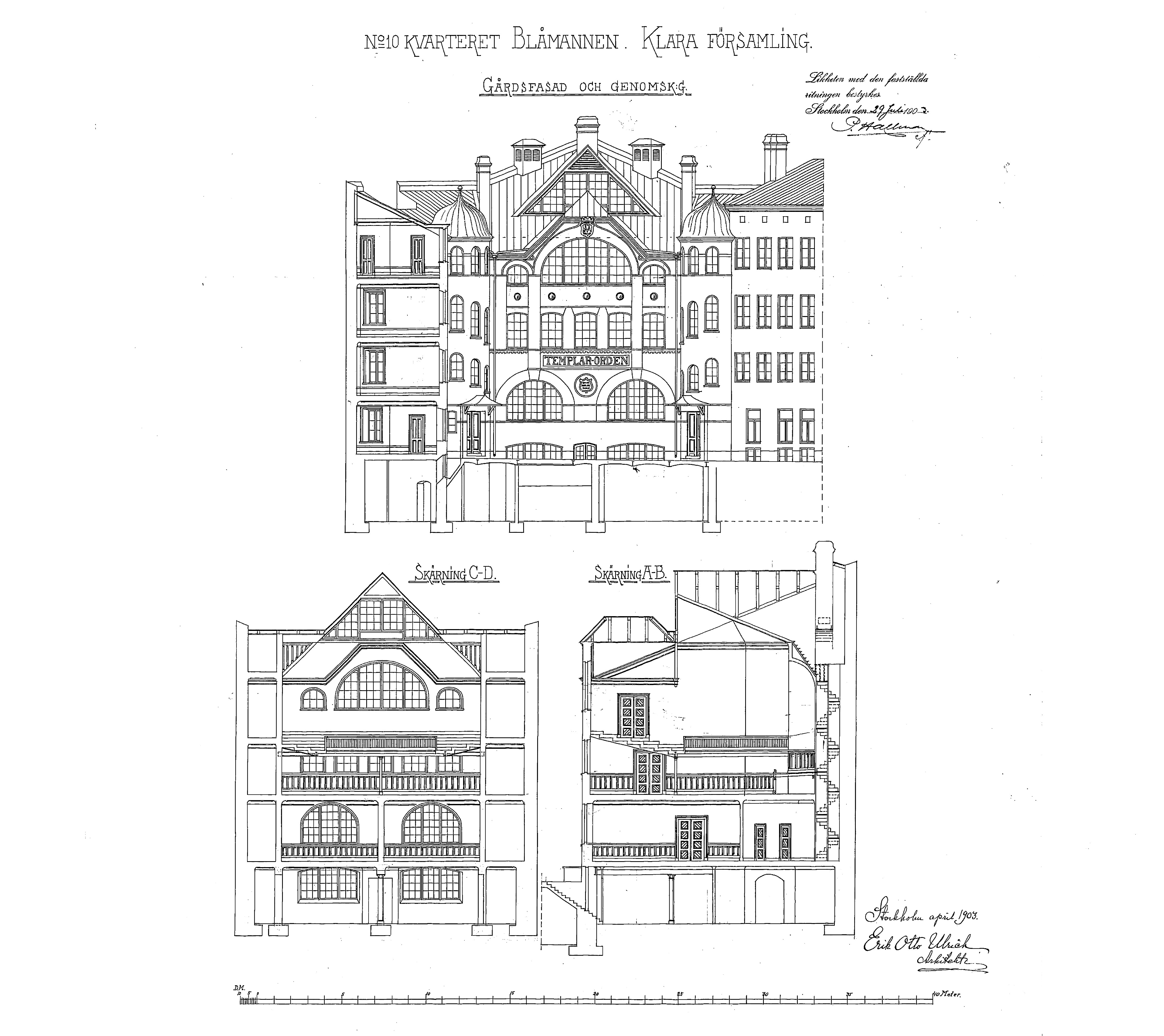
Gårdsfasader och sektioner.
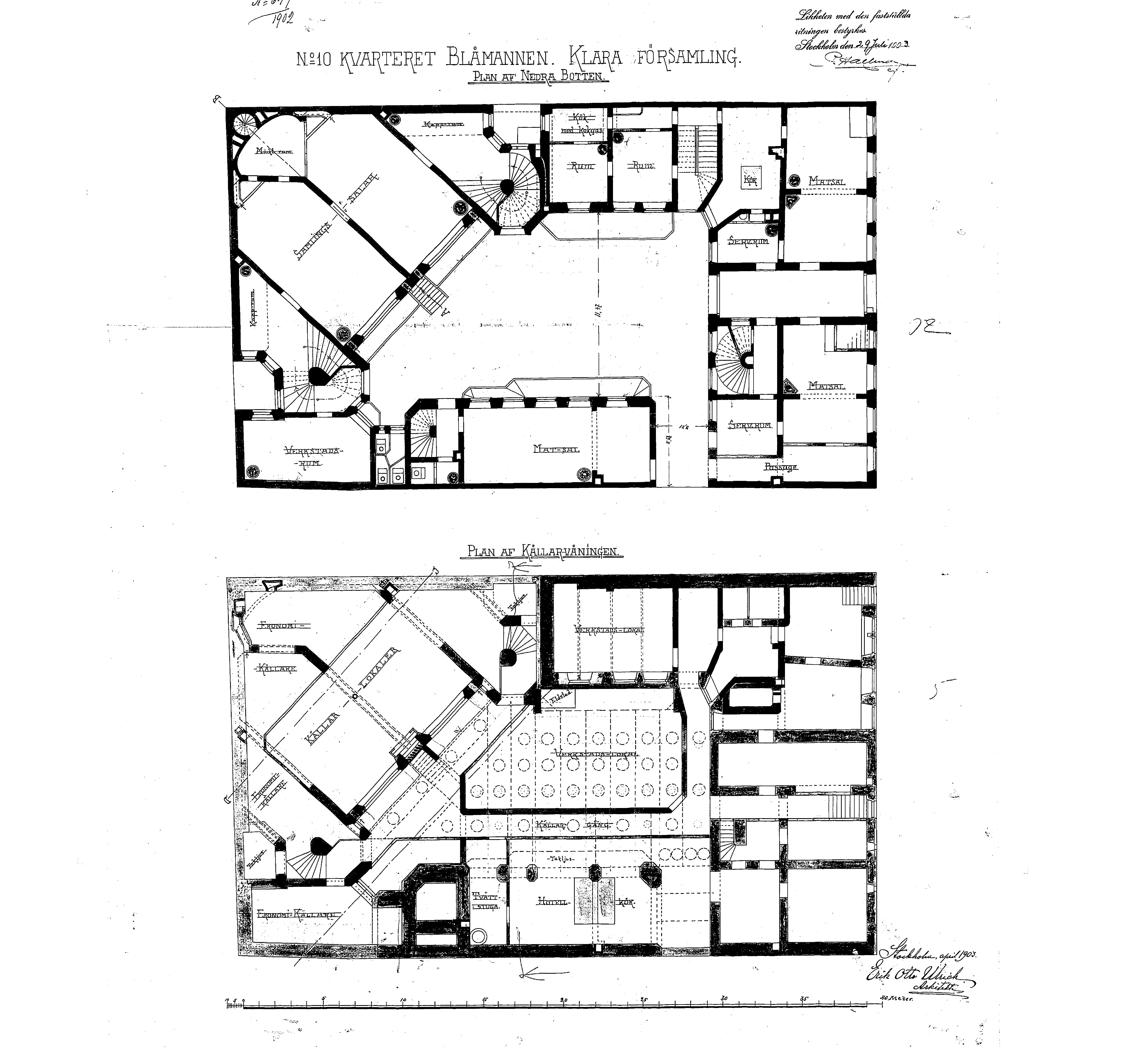
Källarvåningen och nedre botten.
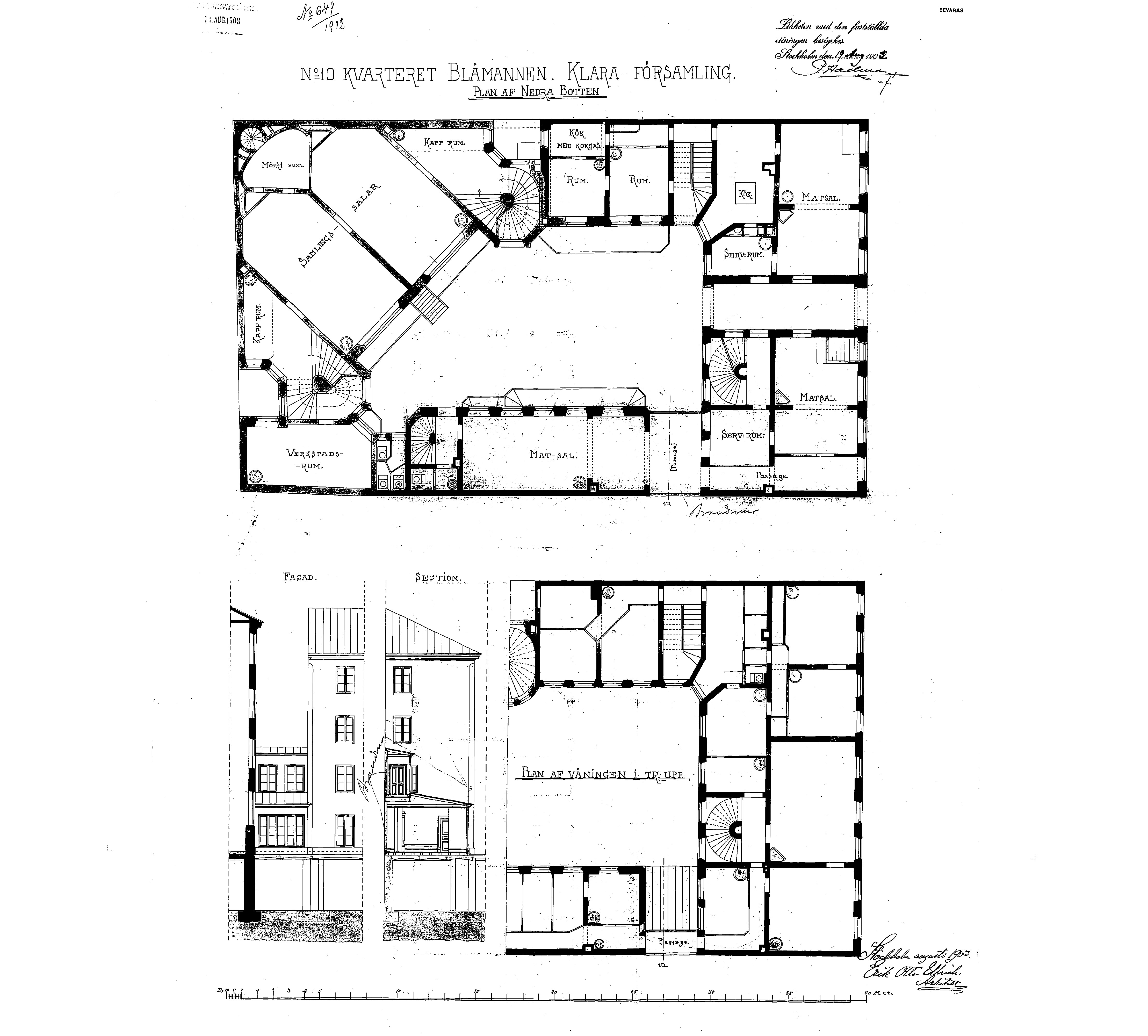
Bottenvåningen.
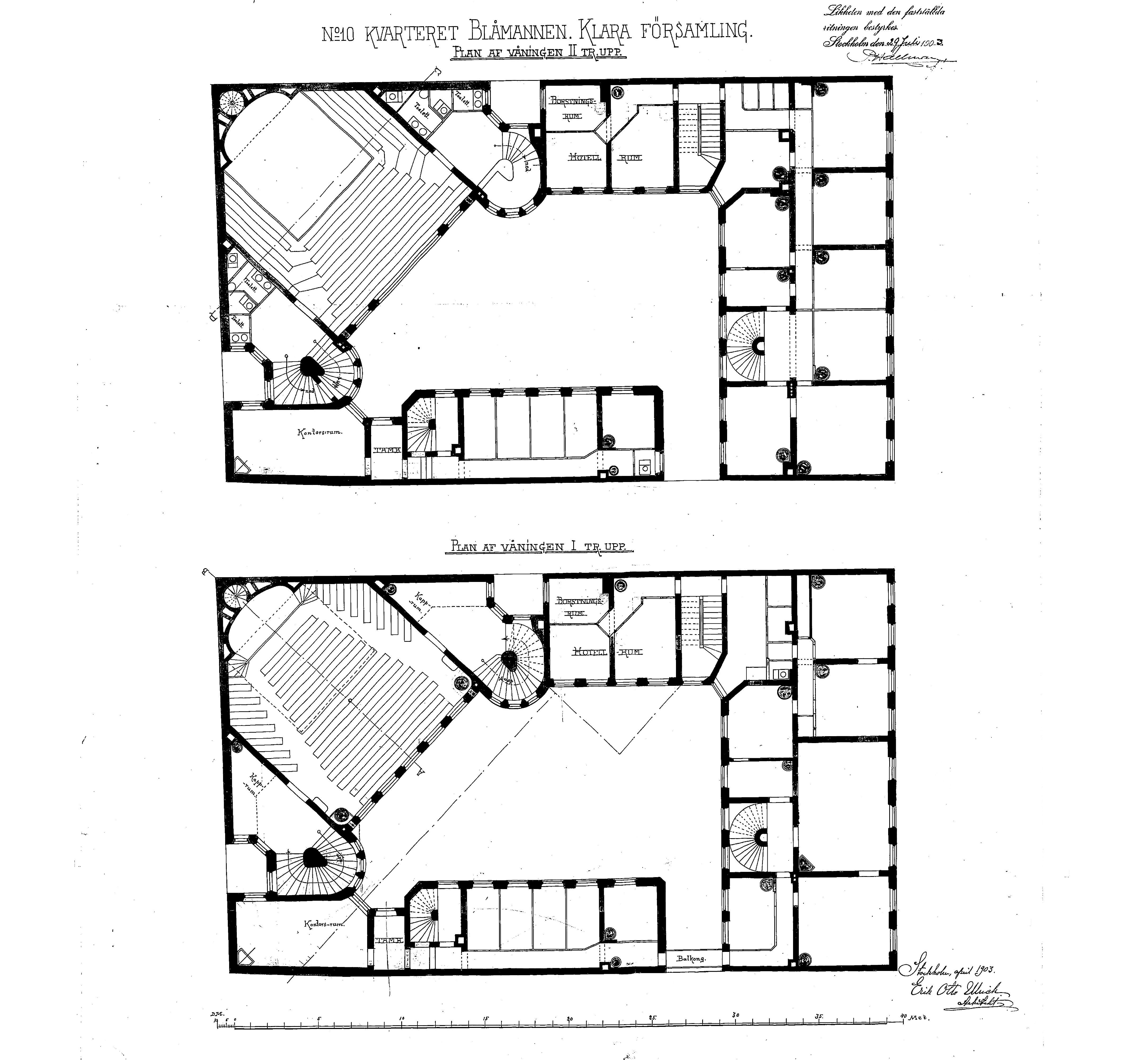
Våning en och två trappor.
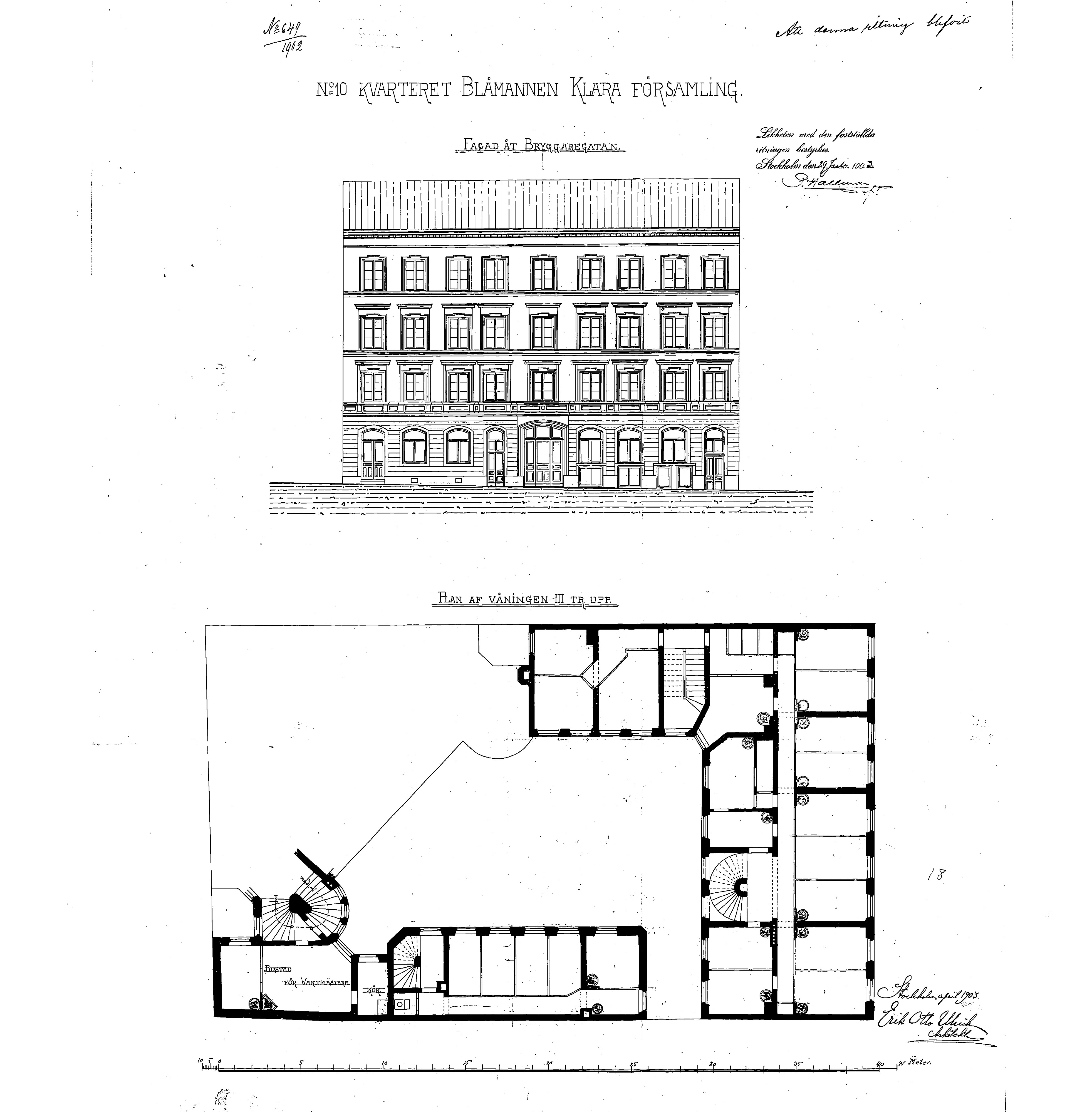
Våning tre trappor och gatufasaden.

### Verksamheter

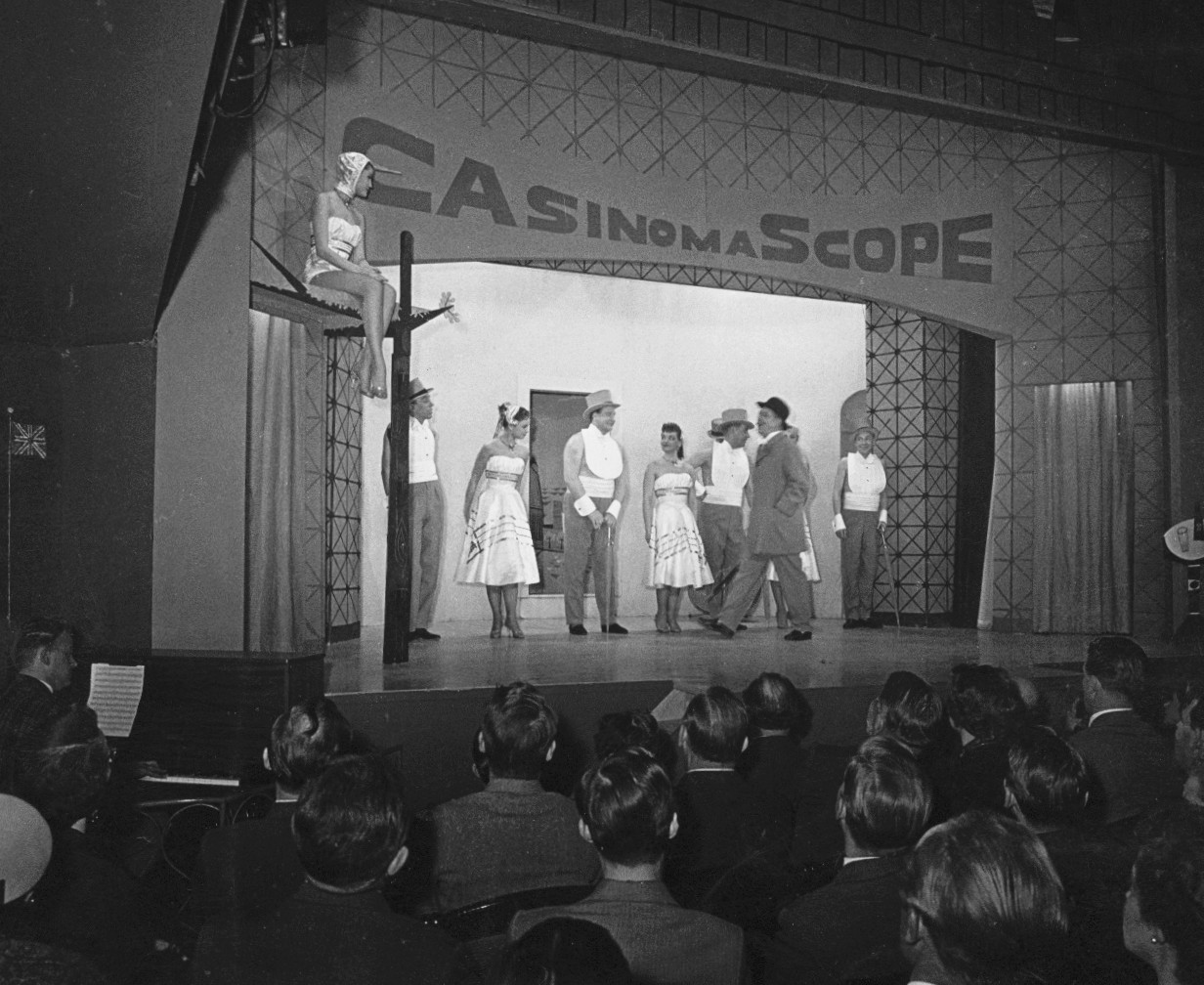
Casinorevyn i festsalen, 1956.

Den 28 december 1904, bara en dag efter invigningen, började bröderna Gooes med filmvisningar i festsalen under namnet Amerikanska Biograf-Teaterns Parisavdelning. Gooesbröderna var svensk-amerikaner och insåg affärsmöjligheterna med att visa  för allmänheten. Efter hemkomsten till Sverige från USA turnerade de landet runt och framförde film. Efter några år tröttnade de på kringflackandet och försökte satsa på en fast lokal i Stockholm. När ordensbrodern Tillman sökte en hyresgäst till festlokalen föll valet på bröderna Gooes. Premiärprogrammet innehöll bland annat "senaste Parisnyheter däribland Sverige och Norge i lefvande och kolorerade bilder".
I april 1905 övertogs biograflokalen av Nils Petter Nilsson, kallat Häst-Nisse och med tiden en av de stora biografägarna i Stockholm. Han ändrade namnet till London och lämnade lokalen 1907. 
Filmvisningar fortsatte dock med ny biografägare och under namnet Nya London. I augusti 1908 ändrades namnet till Central-Biografen. Biografverksamheten upphörde 1910. Festlokalen användes sedan för nykterhetsmöten och från 1920-talet av Casinoteatern. 1941 intog Casinorevyn stora salen. Byggnaderna revs 1968 för att göra plats åt en tillbyggnad för Postgirot.
Från invigningen 1904 till rivningen 1968 låg Hotell Hellman i gathuset. Det var här som poeten Dan Andersson omkom i en vätecyanid-förgiftning den 16 september 1920 där han befann sig för att söka arbete på tidningen Social-Demokraten. Hotellpersonalen hade rökt med vätecyanid mot vägglöss och inte vädrat enligt föreskrifterna. En minnesplakett med Dan Anderssons porträtt uppsattes 100 år efter händelsen den 16 september 2020.